# Piz Tamborello
Der Piz Tamborello ist ein 2669 m ü. M. hoher Berg der Tambogruppe. Er befindet sich auf der italienisch-schweizerischen Grenze zwischen Splügen und Madesimo neben dem Splügenpass.